# Stenomicra albibasis
Stenomicra albibasis är en tvåvingeart som beskrevs av Curtis W. Sabrosky 1965. Stenomicra albibasis ingår i släktet Stenomicra och familjen savflugor. Inga underarter finns listade i Catalogue of Life.